# Барбьери, Клелия
Клелия Барбьери  (итал. Clelia Barbieri; 13 февраля 1847, Сан-Джованни-ин-Персичето, Болонья — 13 июля 1870, Сан-Джованни-ин-Персичето, Эмилия-Романья) — святая Римско-католической Церкви, монахиня, основательница женской монашеской конгрегации «Малые Сёстры Девы Марии Скорбящей». Является самой молодой основательницей католической монашеской конгрегации в истории Католической Церкви.

## Биография
Клелия Барбьери родилась в бедной семье в 1847 году. После смерти отца Клелия с возраста 8 лет была вынуждена помогать своей матери на прядильной фабрике. С раннего возраста она отличалась насыщенной духовной жизнью. Когда ей было 14 лет, Клелия стала участвовать в католическом движении, которое занималось религиозной деятельностью среди рабочих. Священник Гаетано Гвидо поручал ей в таком юном возрасте обучать девочек Католическому Катехизису. В 1864 году отклонила предложение выйти замуж, решив полностью посвятить себя Богу.
1 мая 1868 года, когда ей было 21 год, основала вместе с подругами Теодорой Баральди и Урсулой Донати женскую монашескую конгрегацию «Малые Сёстры Божьей Матери», которая стала заниматься помощью бедным и обездоленным. Спустя два года после основания монашеской конгрегации умерла от туберкулёза 13 июля 1870 года. Её религиозный орден до сих пор действует в таких местах, как Танзания и Индия. Люди из разных слоев общества с 1871 года сообщали, что во время чтения Священных Писаний и песнопений слышали её голос, который не похож ни на один из тех, что они когда-либо слышали. 

## Прославление
27 октября 1968 года Клелия Барбьери причислена к лику блаженных папой Павлом VI, 9 апреля 1989 года причислена к лику святых папой Иоанном Павлом II.
День памяти в Католической церкви — 13 июля.